# توماش کاراس
توماش کاراس (چکی: Tomáš Karas؛ زادهٔ ۱۶ مهٔ ۱۹۷۵) قایقران روئینگ اهل جمهوری چک بود.